# Prunus sibirica
Prunus sibirica (synoniem: Armeniaca sibirica) is een plant uit de rozenfamilie (Rosaceae). De wetenschappelijke naam werd gepubliceerd door Carl Linnaeus in 1753 in Species plantarum.

## Kenmerken
Prunus sibirica is een kleine boom of struik die groeit tot een hoogte van 3 meter. De bladeren van de soort zijn ovaal, 2 tot 10 cm lang en 2 tot 7 cm breed. De bladrand is fijn getand. De bladstelen zijn dun en worden 2 à 3 cm lang. De bloesem is meestal roze en verschijnt in mei. Vruchten verschijnen in juli en augustus. Deze hebben een diameter van 1,2 à 2,5 cm en hebben binnenin een grote pit met daarin de zaadjes. De zaadjes worden gebruikt in de traditionele Chinese geneeskunde, maar ook om producten als amandelmelk, huidverzorgingsproducten en biodiesel te verkrijgen.

## Verspreiding
De soort komt voor in Mongolië, het zuiden van de Transbaikalregio van Oost-Siberië, de regio Primorje in het Russische Verre Oosten en het noorden en noordoosten van China. De soort groeit er op droge rotshellingen of onder het bladerdak van open, droge bossen.
... · 
P. armeniaca (Abrikoos) · 
P. avium (Zoete kers) · 
P. cerasifera (Kerspruim) · 
P. cerasus (Zure kers) · 
P. domestica (Pruim) · 
P. dulcis (Amandelboom) ·
P. incisa (Fujikers) · 
P. insititia (Kroosje) · 
P. itosakura · 
P. laurocerasus (Laurierkers) · 
P. maackii · 
P. mahaleb (Weichselboom) · 
P. mume (Japanse abrikoos) · 
P. padus (Gewone vogelkers) · 
P. persica (Perzik) · 
P. salicina × armeniaca (Pluot) · 
P. serrulata (Japanse sierkers) · 
P. serotina (Amerikaanse vogelkers) · 
P. sibirica · 
P. spinosa (Sleedoorn) · 
P. ×syriaca (Mirabel) · 
P. ×yedoensis  · 
...